# رودی متی
رودلف پی. مَتِه (به هلندی: Rudolph P. Matthee) (زادهٔ ۱۹۵۳) که در ایران با نام رودی متی شناخته می‌شود، ایران‌شناس و استاد برجسته تاریخ در گروه تاریخ دانشگاه دلاور است و به‌ویژه دربارهٔ مسائل خاورمیانه و تاریخ معاصر ایران تخصص دارد. او مدرک دکترای خود را در سال ۱۹۹۱ از دانشگاه کالیفرنیا گرفت. متی یکی از اعضای انجمن مطالعه جوامع فارسی زبان است که دو مرتبه در سال‌های ۲۰۰۳ تا ۲۰۰۵ و ۲۰۰۹ تا ۲۰۱۱ میلادی به عنوان رئیس آن فعالیت کرده است. او نویسنده شمار بسیاری از کتاب‌ها دربارهٔ ایران صفوی و ایران قاجاری است.

## کتاب‌های مهم
ایران در بحرانزوال صفویه و سقوط اصفهان
انحطاط و سقوط ایران صفوی به‌طور سنتی نتیجه طبیعی رکود سیاسی و انحطاط اخلاقی که مشخصه ایران اواخر عهد صفوی بود تلقی می‌شود. رودی متی در این کتاب، منابع سنتی را بازبینی و منابع جدیدی معرفی می‌کند تا نگاهی تازه به ایران صفوی در سال‌های پیش از سقوط اصفهان در سال ۱۷۲۲ بیندازد که باعث نابودی این حکومت شد و آغاز دوره‌ای طولانی از آشفتگی سیاسی در ایران شد. دولت صفوی که ذاتاً به دلیل محیط فیزیکی کشور، ساختار قبیله‌ای و پایگاه اقتصادی کوچک آن آسیب‌پذیر بود، در طول قرن هفدهم به طرز مهلکی تضعیف شد. متی ایران صفوی را شبکه‌ای از اتحادهای متزلزل که دائم نیازمند توجه هستند و جامعه‌ای از توازن ناآرام نیروهای متضاد می‌داند. در اواخر قرن هفدهم، این تعادل شکننده از «انسجام» به «چندپارگی» تغییر کرد. شاهی که به‌طور فزاینده‌ای جدا و محصور در کاخ است، پیوند ضعیف پایتخت و استان‌های دور افتاده، بی‌توجهی رژیم به ارتش، سیاست‌های پولی کوته‌بینانه برای تشدید و نه اصلاح مشکلات، کشور را با حاکمی ناتوان از کنترل جناح‌گرایی و فساد و نظامی ناتوان از دفاع از مرزهای خود در برابر حملات خارجی توسط عثمانی‌ها و افغان‌ها مواجه کرده‌است که همه چیز برای یک بحران در سال ۱۷۲۲ آماده می‌کرد.
تاریخ پولی ایران
تاریخ پولی یک کشور بینش‌های مهمی را در مورد توسعه اقتصادی آن و همچنین تاریخ سیاسی و اجتماعی آن ارائه می‌دهد. این کتاب اولین مطالعه مفصل تاریخ پولی ایران از ظهور دودمان صفوی در سال ۱۵۰۱ تا پایان حکومت قاجار در سال ۱۹۲۵ است که با همکاری ویلم فلور و پاتریک کلاسون نوشته شده است. نویسندگان با استفاده از مجموعه ای از منابع منتشرنشده قبلی به ده زبان، شرایط خاص پولی را در ایران مدرن ازجمله تاریخچه، استفاده از پول و گردش آن، تغییر شرایط ضرابخانه‌های کشور و نقش دولت در مدیریت پول را بررسی می‌کنند. نویسندگان در سرتاسر کتاب، زمینه بزرگ‌تر اقتصادی منطقه‌ای و جهانی را نیز در نظر می‌گیرند.
ایران و دنیای اطراف آن
این کتاب که با همکاری نیکی کدی نوشته شده، به بررسی جایگاه ایران در جهان، روابط و تعاملات فرهنگی با همسایگان نزدیکش و با امپراتوری‌ها و ابرقدرت‌ها از آغاز دوره صفویه در سال ۱۵۰۱ تا امروز می‌پردازد. موضوعات مورد بررسی شامل نفوذ ایران در خارج از کشور بر تشکیلات سیاسی، مذهب، ادبیات، هنر و دیپلماسی و همچنین جذب ایران از تأثیرات خارجی در این حوزه‌ها است. تمرکز ویژه بر فرهنگ سیاسی حاکم بر ایران در دوره‌های اولیه مدرن و معاصر آن است. نویسندگان رویکردهایی از تاریخ، علوم سیاسی، مردم‌شناسی، روابط بین‌الملل و مطالعات فرهنگی را ترکیب می‌کنند. برخی از مقالات به تعاملات ایران با اقوام مختلف عرب و ترک در منطقه از هند تا مصر می‌پردازند. برخی دیگر روابط آن با غرب در دوران قاجار و پهلوی، مسائل زنان، فرهنگ داخل ایران در دوران جمهوری اسلامی و حکومت دینی شیعی ایران را در مقایسه با سایر کشورهای مسلمان بررسی می‌کنند.
جنگ‌های ایرانیان و ترکاندرگیری و مذهب در جهان صفوی و عثمانی
درگیری‌های عثمانی و صفویه از سوی کشورهای اروپایی به نفع منافع آنها تلقی می‌شد و به همین دلیل تشنه اطلاعات به‌روز از وقایع در آن قسمت جهان بوند. این کتاب که با همکاری آبراهام هارتول نوشته شده، شرح مفصل و زنده‌ای از جنگ بین دو دومان عثمانی و صفوی در اواخر قرن شانزدهم ارائه می‌کند، زمانی که سلطان عثمانی، مراد سوم، در صدد گسترش دامنه نفوذ خود به ضرر صفویان در زمان شاه محمد خدابنده بود.
فرشته‌ها بر در میخانه می‌کوبندتاریخ مشروبات الکلی در دنیای اسلام
اسلام تنها دین بزرگ جهان است که در برابر مصرف الکل مقاومت می‌کند. در بسیاری از کشورهای اسلامی، الکل ممنوع است. در برخی دیگر نقش چندانی در زندگی اجتماعی ندارد. با این حال، مسلمانان در طول تاریخ، غالباً زیاد شراب می‌نوشیدند؛ چه سلطان‌ها و شاه‌ها در کاخ‌هایشان، چه مردم عادی در میخانه‌هایی که توسط یهودیان یا مسیحیان اداره می‌شد. این مطالعه خاطره‌انگیز به بسیاری از مظاهر تاریخی، ادبی و اجتماعی شراب‌خواری در اسلام می‌پردازد. رودی متی استدلال می‌کند که الکل از طریق دوگانه نبودن یا بودنش در سرزمین‌های اسلامی، ما را به قلب تاریخ اسلام می‌برد. او با کاوش در این تاریخ طولانی از دوران خلفای اموی و عباسی تا ترکیه اردوغان، و از اندلس تا پاکستان سنتی با تنوع و کثرت، کشف می‌کند که در آن‌ها مسلمانان می‌نوشیدند و بهانه‌های بی‌شماری برای این کار میاوردند. آنها جشن شراب می‌گرفتند و از آن به عنوان استعاره شاعرانه استفاده می‌کردند یا شراب را هدیه‌ای از جانب خدا و کلید بازکردن قفل حقیقت ابدی می‌خواندند. متی با استناد به منابع فراوان، اسلام را نه به عنوان یک ایمان سختگیرانه و سازش‌ناپذیر، بلکه به عنوان مجموعه‌ای از باورها و اعمالی که دوسویه‌گرایی (ریا یا تقیه) در خود دارد معرفی می‌کند که به مسائل ابهام و تناقض راه می‌داده‌است.
روس‌ها در ایران
این کتاب دنبال به چالش کشیدن روایت سنتی در مورد دخالت روسیه در ایران است و نشان می‌دهد که حکایت دخالت تاریخی روسیه در ایران حاوی سوء تفاهمات زیادی است. نفوذ روسیه در ایران بین سال‌های ۱۸۰۰ تا اواسط قرن بیستم صرفاً داستانی از نفوذ و تسلط اجتناب‌ناپذیر نیست؛ بلکه فرآیندی پیچیده‌است. این کتاب با تکیه بر مطالب آرشیوی تازه، دریچه‌ای به قدرت و نفوذی که در ایران نه تنها توسط دولت روسیه و نمایندگان آن، بلکه توسط اتباع روس فعال در ایران در ظرفیت‌های مختلف، از جمله افراد، بانکداران، و کارآفرینان در ایران اعمال می‌شد، ارائه می‌دهد. کتاب روس‌ها در ایران نقش چندوجهی حقیقی را که روس‌ها در تاریخ ایران ایفا کرده‌اند آشکار می‌کند.
در جستجوی لذتمواد مخدر در تاریخ ایران (۱۵۰۰–۱۹۰۰)
این کتاب بر محرک‌هایی تمرکز می‌کند که به گفته رافائل دو مانس، جهانگرد فرانسوی در ایران در قرن هفدهم، به ایرانیان آسیب می‌رساند، به آنها یک «لگد» می‌زد و روحیه خوبی برای آنها ایجاد می‌کرد. رودی متی با ردیابی مسیر تاریخی آن‌ها و نقشی که در جامعه اولیه ایران مدرن (از سال ۱۵۰۰ تا ۱۹۰۰) ایفا کردند، گامی بزرگ در گسترش بحث‌های معاصر دربارهٔ نقش مواد مخدر و محرک‌ها در شکل‌دادن به غرب مدرن نیز برمی‌دارد. کتاب با جزئیات فراوان، هم مسکرات شناخته شده از زمان‌های قدیم (شراب و مواد افیونی) و هم محرک‌هایی که بعداً معرفی شدند (مانند تنباکو، قهوه و چای) را از زوایای مختلف بررسی می‌کند. تولید، تجارت و مصرف را گرد هم می‌آورد تا نیروهای پشت پرده و محبوبیت این مواد مصرفی را آشکار کند و نشان می‌دهد که چگونه ایرانیان آنها را با نیازها و سلیقه‌های خود تطبیق داده و در زندگی روزمره خود ادغام کردند. متی علاوه بر این، از مواد روانگردان به عنوان دریچه‌ای برای مجموعه‌ای از مسائل گسترده‌تر در تاریخ ایران استفاده می‌کند. به ویژه در رابطه با تنش بین رهبری مذهبی و سکولار. وی نشان می‌دهد که علمای شیعه ایران در مواجهه با واقعیت، چشم خود را بر مصرف این مواد تا زمانی که در خانه بود و نظم اجتماعی را تهدید نمی‌کرد، می‌بستند و اشاره می‌کند که چگونه هنوز این «انعطاف‌پذیری» در پس ظاهر سازش‌ناپذیر نظام جمهوری اسلامی در ایران کنونی نیز وجود دارد.

## آثار
فهرست تمام آثار رودی متی به انگلیسی:
- Matthee, Rudi (1991). "The career of Mohammad Beg, grand vizier of Shah 'Abbas II (r. 1642–1666)". Iranian Studies. 24 (1–4): 17–36. doi:10.1080/00210869108701755.
- Matthee, Rudi (1993). "Transforming dangerous nomads into useful artisans, technicians, agriculturists: education in the Reza Shah period". Iranian Studies. 26 (3–4): 313–336. doi:10.1080/00210869308701804.
- Matthee, Rudi (1998). "Introduction to "historiography and representation in Safavid and Afsharid Iran"". Iranian Studies. 31 (2): 143–147. doi:10.1080/00210869808701901.
- Matthee, Rudi (1998). "The Safavid, Afshar, and Zand periods". Iranian Studies. 31 (3–4): 483–493. doi:10.1080/00210869808701926.
- Matthee, Rudolph P. (1999). The Politics of Trade in Safavid Iran: Silk for Silver, 1600–1730. Cambridge: Cambridge University Press. p. 120. ISBN 978-0-521-64131-9.
- (Editor, with Beth Baron) Iran and Beyond: Essays in Middle Eastern History in Honor of Nikki R. Keddie, Mazda Publishers (Costa Mesa, CA), 2000.
- Matthee, Rudi (2001). "Mint Consolidation and the Worsening of the Late Safavid Coinage: The Mint of Huwayza". Journal of the Economic and Social History of the Orient. 44 (4): 505–539. doi:10.1163/15685200160052603.
- (Editor, with Nikki R. Keddie) Iran and the Surrounding World: Interactions in Culture and Cultural Politics, University of Washington Press (Seattle, WA), 2002.
- Matthee, Rudolph P. (2005). The Pursuit of Pleasure: Drugs and Stimulants in Iranian History, 1500-1900. Princeton, New Jersey: Princeton University Press. ISBN 978-0691118550.
- Matthee, Rudi (2006). "Between Arabs, Turks and Iranians: The Town of Basra, 1600-1700". Bulletin of the School of Oriental and African Studies, University of London. 69 (1): 53–78. doi:10.1017/S0041977X06000036. JSTOR 20181989. S2CID 159935186.
- Matthee, Rudi (2009). "The Safavids under Western Eyes: Seventeenth-Century European Travelers to Iran". Journal of Early Modern History. 13 (2): 137–171. doi:10.1163/138537809X12498721974624.
- Matthee, Rudi (2009). "Was Safavid Iran an Empire?". Journal of the Economic and Social History of the Orient. 53 (1–2): 233–265. doi:10.1163/002249910X12573963244449.
- Matthee, Rudi (2012). Persia in Crisis: Safavid Decline and the Fall of Isfahan. London: I.B.Tauris. pp. 1–371. ISBN 978-1-84511-745-0.
- Matthee, Rudi; Floor, Willem; Clawson, Patrick (2013). The Monetary History of Iran: From the Safavids to the Qajars. London; New York: I.B.Tauris. pp. 1–320. ISBN 978-0857721723.
- Matthee, Rudi (2013). "Rudeness and Revilement: Russian–Iranian Relations in the Mid-Seventeenth Century". Iranian Studies. 46 (3): 333–357. doi:10.1080/00210862.2012.758500. S2CID 145596080.
- Matthee, Rudi (2014). "The Ottoman-Safavid War of 986-998/1578-90: Motives and Causes".  In Karpat, Kemal; Balgamış, Deniz (eds.). International Journal of Turkish Studies. Vol. 20, Nos 1& 2.
- Matthee, Rudi (2015). "Poverty and Perseverance: The Jesuit Mission of Isfahan and Shamakhi in Late Safavid Iran". Al-Qanṭara. 36 (2): 463–501. doi:10.3989/alqantara.2015.014.
- Matthee, Rudi (2015). "Relations between the Center and the Periphery in Safavid Iran: The Western Borderlands v. the Eastern Frontier Zone". The Historian. 77 (3): 431–463. doi:10.1111/hisn.12068. S2CID 143393018.
- Matthee, Rudi (2016). "From Splendour and Admiration to Ruin and Condescension: Western Travellers to Iran from the Safavids to the Qajars". Iran: Journal of the British Institute of Persian Studies. 54 (1): 3–22. doi:10.1080/05786967.2016.11882297. S2CID 192355145.
- Matthee, Rudi (2019). "Safavid Iran and the "Turkish Question" or How to Avoid a War on Multiple Fronts". Iranian Studies. 52 (3–4): 513–542. doi:10.1080/00210862.2019.1648228. S2CID 204483128.
- Matthee, Rudi (2020). ""Neither Eastern nor Western, Iranian": How the Quest for Self-Sufficiency Helped Shape Iran's Modern Nationalism". Journal of Persianate Studies. 13 (1): 59–104. doi:10.1163/18747167-BJA10001.
- Matthee, Rudi, ed. (2021). The Safavid World. Abingdon, Oxon: Routledge. ISBN 978-1-138-94406-0.

## زندگی شخصی
او باجناق پژوهشگر تاریخ معاصر محمد امینی است.

## جوایز
رودی متی تاکنون برای چهار کتابش برنده جوایز بسیاری شده است: 
- جایزه «بهترین کتاب غیر فارسی» برای کتاب سیاست تجارت در ایران صفوی: ابریشم برای نقره (۱۶۰۰–۱۷۳۰)، از سوی وزارت فرهنگ ایران
- «جایزه آلبرت حورانی بهترین کتاب درباره خاورمیانه» و «جایزه سعیدی سیرجانی بهترین کتاب تاریخی ایران» برای کتاب در جست و جوی لذت: مواد مخدر و محرک‌ها در تاریخ ایران، ۱۵۰۰–۱۹۰۰، از سوی انجمن خاورمیانه آمریکای شمالی و انجمن بین‌المللی ایران‌شناسی در سال ۲۰۰۷ و ۲۰۰۵
- جایزه «دوستی بریتانیا و کویت» و «بهترین کتاب غیرفارسی تاریخ ایران» از سوی وزارت فرهنگ ایران برای کتاب ایران در بحران: زوال صفویه و سقوط اصفهان، در سال ۲۰۱۲
- جایزه «هوشنگ پورشریعتی بهترین کتاب ایرانشناسی» برای کتاب تاریخ پولی ایران: از صفویه تا قاجاریه در سال ؟